# Ne dodiruj me (padaj name kao prah)
»Ne dodiruj me (padaj name kao prah)« je skladba in šesti single Aleksandra Mežka. Single je bil izdan leta 1984 pri založbi Jugoton. Avtor glasbe je Aleksander Mežek, avtorica besedila pa Alka Vuica.

## Seznam skladb
| A stran | A stran                                                   | A stran |
| Št.     | Naslov                                                    | Dolžina |
| ------- | --------------------------------------------------------- | ------- |
| 1.      | „Ne dodiruj me (padaj name kao prah)‟ (A. Mežek/A. Vuica) | 3:45    |

| B stran | B stran                                  | B stran |
| Št.     | Naslov                                   | Dolžina |
| ------- | ---------------------------------------- | ------- |
| 1.      | „Passion On Parade‟ (A. Mežek/N. Battle) | 3:45    |

## Zasedba
- Aleksander Mežek – vokal
- Richard Cottle – sintetizatorji
- Bill Roberts – kitare